# Чемпіонат світу з хокею із шайбою 1999
Чемпіонат світу з хокею із шайбою 1999 — 63-й чемпіонат світу з хокею із шайбою, який проходив у період з 1 травня по 16 травня 1999 року в норвезьких містах Осло, Ліллегаммері й Гамарі.
Чемпіонат світу з хокею із шайбою 1999 року в Норвегії був під загрозою перенесення в іншу країну, якби влада Норвегії не дозволила німецькому пивному концерну «Варштайнер» рекламувати свою продукцію на чемпіонаті. Проблема полягала в тому, що ще в 1977 році в Норвегії прийняли закон, спрямований проти реклами пива, а в січні 1998 року влада завдала пивоварам чергового удару, прийнявши новий закон, який не дозволяє рекламувати легке пиво компаніям, що виробляють і більш міцні сорти напою.

## Кваліфікація

### Далекосхідна група
| 4 вересня 1998 | Токіо | Японія | – | Китай          |  | 15:2 |
|                |       |        |   |                |  |      |
| 5 вересня 1998 | Токіо | Китай  | – | Південна Корея |  | 0:1  |
|                |       |        |   |                |  |      |
| 6 вересня 1998 | Токіо | Японія | – | Південна Корея |  | 9:2  |

Таблиця
| М | Збірна         | М | В | Н | П | Ш     | О |
| - | -------------- | - | - | - | - | ----- | - |
| 1 | Японія         | 2 | 2 | 0 | 0 | 24: 4 | 4 |
| 2 | Південна Корея | 2 | 1 | 0 | 1 | 3: 9  | 2 |
| 3 | Китай          | 2 | 0 | 0 | 2 | 2:16  | 0 |

### Група А (Клагенфурт, Австрія)
| 5 листопада 1998 | Клагенфурт | США       | – | Казахстан |  | 3:0 (0:0,2:0,1:0) |
| 5 листопада 1998 | Клагенфурт | Австрія   | – | Естонія   |  | 6:2 (1:0,3:2,2:1) |
|                  |            |           |   |           |  |                   |
| 7 листопада 1998 | Клагенфурт | США       | – | Естонія   |  | 7:1 (4:1,2:0,1:0) |
| 7 листопада 1998 | Клагенфурт | Австрія   | – | Казахстан |  | 6:2 (0:0,4:2,2:0) |
|                  |            |           |   |           |  |                   |
| 8 листопада 1998 | Клагенфурт | Казахстан | – | Естонія   |  | 8:0 (3:0,2:0,3:0) |
| 8 листопада 1998 | Клагенфурт | Австрія   | – | США       |  | 0:2 (0:1,0:0,0:1) |

Таблиця
| М | Збірна    | М | В | Н | П | Ш     | О |
| - | --------- | - | - | - | - | ----- | - |
| 1 | США       | 3 | 3 | 0 | 0 | 12: 1 | 6 |
| 2 | Австрія   | 3 | 2 | 0 | 1 | 12: 6 | 4 |
| 3 | Казахстан | 3 | 1 | 0 | 2 | 10: 9 | 2 |
| 4 | Естонія   | 3 | 0 | 0 | 3 | 3:21  | 0 |

### Група В (Любляна, Словенія)
| 5 листопада 1998 | Любляна | Словенія | – | Німеччина |  | 1:1 (0:0,1:1,0:0) |
| 5 листопада 1998 | Любляна | Україна  | – | Франція   |  | 4:1 (1:0,3:1,0:0) |
|                  |         |          |   |           |  |                   |
| 7 листопада 1998 | Любляна | Україна  | – | Німеччина |  | 2:1 (0:0,2:1,0:0) |
| 7 листопада 1998 | Любляна | Словенія | – | Франція   |  | 2:5 (1:0,1:5,0:0) |
|                  |         |          |   |           |  |                   |
| 8 листопада 1998 | Любляна | Франція  | – | Німеччина |  | 3:1 (1:0,1:1,1:0) |
| 8 листопада 1998 | Любляна | Словенія | – | Україна   |  | 2:2 (0:0,2:2,0:0) |

Таблиця
| М | Збірна    | М | В | Н | П | Ш   | О |
| - | --------- | - | - | - | - | --- | - |
| 1 | Україна   | 3 | 2 | 1 | 0 | 8:4 | 5 |
| 2 | Франція   | 3 | 2 | 0 | 1 | 9:7 | 4 |
| 3 | Словенія  | 3 | 0 | 2 | 1 | 5:8 | 2 |
| 4 | Німеччина | 3 | 0 | 1 | 2 | 3:6 | 1 |

## Арени чемпіонату
| Håkons Hall Глядачів: 11 500 | Jordal Amfi Глядачів: 4 500 | Олімпійський Амфітеатр Гамара Глядачів: 6 000 |
| ---------------------------- | --------------------------- | --------------------------------------------- |
| Håkons Hall                  | Jordal Amfi                 | Олімпійський Амфітеатр Гамара                 |
| Ліллегаммер                  | Осло                        | Гамар                                         |

## Команди-учасниці
| Група A                                   | Група B                                 | Група C                          | Група D                                  |
| ----------------------------------------- | --------------------------------------- | -------------------------------- | ---------------------------------------- |
| - Канада - Словаччина - Італія - Норвегія | - Швейцарія - Франція - Швеція - Латвія | - Японія - Чехія - Австрія - США | - Росія - Білорусь - Фінляндія - Україна |

## Формат чемпіонату
Турнір складався з трьох етапів, попереднього, на якому в чотирьох групах збірні виявили по дві збірні, що продовжили боротьбу на другому етапі у двох групах. Збірні, які займали перші два місця у групі, виходили до плей-оф і розігрували медалі чемпіонату. Також проводили турнір за 9—12 місця.

## Попередній раунд

### Група А
Матчі проходили в Гамарі.
| Дата          | Матч                  | Результат | Результати по періодам |
| ------------- | --------------------- | --------- | ---------------------- |
| 1 травня 1999 | Канада — Словаччина   | 3-2       | 2-0, 1-2, 0-0          |
| 1 травня 1999 | Норвегія — Італія     | 5-2       | 1-0, 2-2, 2-0          |
| 3 травня 1999 | Словаччина — Італія   | 7-4       | 1-0, 5-2, 2-1          |
| 3 травня 1999 | Норвегія — Канада     | 2-4       | 1-1, 0-2, 1-1          |
| 5 травня 1999 | Канада — Італія       | 5-2       | 4-0, 1-1, 0-1          |
| 5 травня 1999 | Норвегія — Словаччина | 2-8       | 1-3, 1-2, 0-3          |

Таблиця
|            | М | В | П | Н | Ш      | О |
| ---------- | - | - | - | - | ------ | - |
| Канада     | 3 | 3 | 0 | 0 | 12 — 6 | 6 |
| Словаччина | 3 | 2 | 1 | 0 | 17 — 9 | 4 |
| Норвегія   | 3 | 1 | 2 | 0 | 9 — 14 | 2 |
| Італія     | 3 | 0 | 3 | 0 | 8 — 13 | 0 |

### Група В
Матчі проходили у Ліллегаммері.
| Дата          | Матч                | Результат | Результати по періодам |
| ------------- | ------------------- | --------- | ---------------------- |
| 2 травня 1999 | Швейцарія — Латвія  | 5-3       | 2-1, 1-3, 0-1          |
| 2 травня 1999 | Швеція — Франція    | 4-1       | 1-0, 2-0, 1-1          |
| 4 травня 1999 | Латвія — Франція    | 8-5       | 2-3, 2-2, 4-0          |
| 4 травня 1999 | Швеція — Швейцарія  | 6-1       | 2-0, 4-0, 0-1          |
| 6 травня 1999 | Швейцарія — Франція | 6-0       | 3-0, 2-0, 1-0          |
| 6 травня 1999 | Швеція — Латвія     | 4-3       | 1-1, 2-0, 1-2          |

Таблиця
|           | М | В | П | Н | Ш       | О |
| --------- | - | - | - | - | ------- | - |
| Швеція    | 3 | 3 | 0 | 0 | 14 — 5  | 6 |
| Швейцарія | 3 | 2 | 1 | 0 | 12 — 9  | 4 |
| Латвія    | 3 | 1 | 2 | 0 | 14 — 14 | 2 |
| Франція   | 3 | 0 | 3 | 0 | 6 — 18  | 0 |

### Група С
Матчі проходили у Ліллегаммері.
| Дата          | Матч             | Результат | Результати по періодам |
| ------------- | ---------------- | --------- | ---------------------- |
| 1 травня 1999 | Чехія — Австрія  | 7-0       | 2-0, 3-0, 2-0          |
| 1 травня 1999 | США — Японія     | 7-1       | 3-0, 2-1, 2-0          |
| 3 травня 1999 | Чехія — Японія   | 12-2      | 4-2, 7-0, 1-0          |
| 3 травня 1999 | США — Австрія    | 5-2       | 1-0, 3-0, 1-2          |
| 5 травня 1999 | Чехія — США      | 4-3       | 2-1, 1-2, 1-0          |
| 5 травня 1999 | Австрія — Японія | 4-2       | 3-1, 0-0, 1-1          |

Таблиця
|         | М | В | П | Н | Ш      | О |
| ------- | - | - | - | - | ------ | - |
| Чехія   | 3 | 3 | 0 | 0 | 23 — 5 | 6 |
| США     | 3 | 2 | 1 | 0 | 15 — 7 | 4 |
| Австрія | 3 | 1 | 2 | 0 | 6 — 14 | 2 |
| Японія  | 3 | 0 | 3 | 0 | 5 — 23 | 0 |

### Група D
Матчі проходили в Гамарі.
| Дата          | Матч                 | Результат | Результати по періодам |
| ------------- | -------------------- | --------- | ---------------------- |
| 2 травня 1999 | Росія — Білорусь     | 2-2       | 1-1, 1-0, 0-1          |
| 2 травня 1999 | Фінляндія — Україна  | 3-1       | 0-0, 1-1, 2-0          |
| 4 травня 1999 | Росія — Україна      | 4-1       | 0-1, 3-0, 1-0          |
| 4 травня 1999 | Фінляндія — Білорусь | 4-1       | 2-0, 2-0, 0-1          |
| 6 травня 1999 | Білорусь — Україна   | 6-1       | 2-1, 3-0, 1-0          |
| 6 травня 1999 | Росія — Фінляндія    | 3-3       | 2-0, 1-0, 0-3          |

Таблиця
|           | М | В | П | Н | Ш      | О |
| --------- | - | - | - | - | ------ | - |
| Фінляндія | 3 | 2 | 0 | 1 | 10 — 5 | 5 |
| Росія     | 3 | 1 | 0 | 2 | 9 — 6  | 4 |
| Білорусь  | 3 | 1 | 1 | 1 | 9 — 7  | 3 |
| Україна   | 3 | 0 | 3 | 0 | 3 — 13 | 0 |

## Турнір за 9— 12 місця
| Дата           | Місто | Матч                | Результат | Результати по періодам |
| -------------- | ----- | ------------------- | --------- | ---------------------- |
| 8 травня 1999  | Гамар | Латвія — Австрія    | 2-5       | 1-4, 1-0, 0-1          |
| 8 травня 1999  | Гамар | Норвегія — Білорусь | 0-2       | 0-0, 0-1, 0-1          |
| 10 травня 1999 | Осло  | Білорусь — Австрія  | 3-2       | 1-0, 1-0, 1-2          |
| 10 травня 1999 | Осло  | Норвегія — Латвія   | 1-7       | 0-3, 1-1, 0-3          |
| 11 травня 1999 | Осло  | Норвегія — Австрія  | 0-3       | 0-1, 0-2, 0-0          |
| 11 травня 1999 | Осло  | Білорусь — Латвія   | 2-1       | 1-0, 1-0, 0-1          |

Таблиця
|          | М | В | П | Н | Ш      | О |
| -------- | - | - | - | - | ------ | - |
| Білорусь | 3 | 3 | 0 | 0 | 7 — 3  | 6 |
| Австрія  | 3 | 2 | 1 | 0 | 10 — 5 | 4 |
| Латвія   | 3 | 1 | 2 | 0 | 10 — 8 | 2 |
| Норвегія | 3 | 0 | 3 | 0 | 1 — 12 | 0 |

## Другий раунд

### Група Е
Матчі проходили в Гамарі.
| Дата           | Матч                  | Результат | Результати по періодам |
| -------------- | --------------------- | --------- | ---------------------- |
| 7 травня 1999  | Канада — Швейцарія    | 8-2       | 2-0, 4-1, 2-1          |
| 7 травня 1999  | Фінляндія — США       | 4-3       | 0-1, 3-1, 1-1          |
| 9 травня 1999  | Фінляндія — Швейцарія | 5-1       | 3-0, 2-1, 0-0          |
| 9 травня 1999  | Канада — США          | 4-1       | 1-0, 3-0, 0-1          |
| 10 травня 1999 | Фінляндія — Канада    | 4-2       | 2-0, 2-2, 0-0          |
| 10 травня 1999 | США — Швейцарія       | 2-8       | 1-3, 1-2, 0-3          |

Таблиця
|           | М | В | П | Н | Ш      | О |
| --------- | - | - | - | - | ------ | - |
| Фінляндія | 3 | 3 | 0 | 0 | 13 — 6 | 6 |
| Канада    | 3 | 2 | 1 | 0 | 14 — 7 | 4 |
| США       | 3 | 1 | 2 | 0 | 7 — 8  | 2 |
| Швейцарія | 3 | 0 | 3 | 0 | 3 — 16 | 0 |

### Група F
Матчі проходили у Ліллегаммері.
| Дата           | Матч                | Результат | Результати по періодам |
| -------------- | ------------------- | --------- | ---------------------- |
| 7 травня 1999  | Чехія — Росія       | 1-6       | 1-3, 0-0, 0-3          |
| 7 травня 1999  | Швеція — Словаччина | 2-1       | 0-0, 2-0, 0-1          |
| 9 травня 1999  | Чехія — Словаччина  | 8-2       | 2-2, 4-0, 2-0          |
| 9 травня 1999  | Швеція — Росія      | 4-1       | 2-0, 2-0, 0-1          |
| 10 травня 1999 | Росія — Словаччина  | 2-2       | 0-0, 0-2, 2-0          |
| 10 травня 1999 | Чехія — Швеція      | 2-0       | 0-0, 2-0, 0-0          |

Таблиця
|            | М | В | П | Н | Ш      | О |
| ---------- | - | - | - | - | ------ | - |
| Чехія      | 3 | 2 | 1 | 0 | 11 — 8 | 4 |
| Швеція     | 3 | 2 | 1 | 0 | 6 — 4  | 4 |
| Росія      | 3 | 1 | 1 | 1 | 9 — 7  | 3 |
| Словаччина | 3 | 0 | 2 | 1 | 5 — 12 | 1 |

## Плей-оф
| Півфінали          |      |           |   |           |  |                   |
| 12 травня 1999     | Осло | Фінляндія | – | Швеція    |  | 3:1 (0:0,2:1,1:0) |
|                    |      |           |   |           |  |                   |
| 13 травня 1999     | Осло | Фінляндія | – | Швеція    |  | 1:2 (0:0,0:1,1:1) |
| Перемога фінів 1:0 |      |           |   |           |  |                   |
|                    |      |           |   |           |  |                   |
|                    |      |           |   |           |  |                   |
| 12 травня 1999     | Осло | Чехія     | – | Канада    |  | 1:2 (0:1,0:1,1:0) |
|                    |      |           |   |           |  |                   |
| 13 травня 1999     | Осло | Чехія     | – | Канада    |  | 6:4 (2:1,1:1,3:2) |
| Перемога чехів 1:0 |      |           |   |           |  |                   |
|                    |      |           |   |           |  |                   |
|                    |      |           |   |           |  |                   |
| Матч за 3-є місце  |      |           |   |           |  |                   |
| 15 травня 1999     | Осло | Швеція    | – | Канада    |  | 3:2 (2:0,1:0,0:2) |
|                    |      |           |   |           |  |                   |
|                    |      |           |   |           |  |                   |
| Фінал              |      |           |   |           |  |                   |
| 15 травня 1999     | Осло | Чехія     | – | Фінляндія |  | 3:1 (1:0,1:0,1:1) |
|                    |      |           |   |           |  |                   |
| 16 травня 1999     | Осло | Чехія     | – | Фінляндія |  | 1:4 (0:2,1:1,0:1) |
| Перемога чехів 1:0 |      |           |   |           |  |                   |

## Підсумкова таблиця чемпіонату

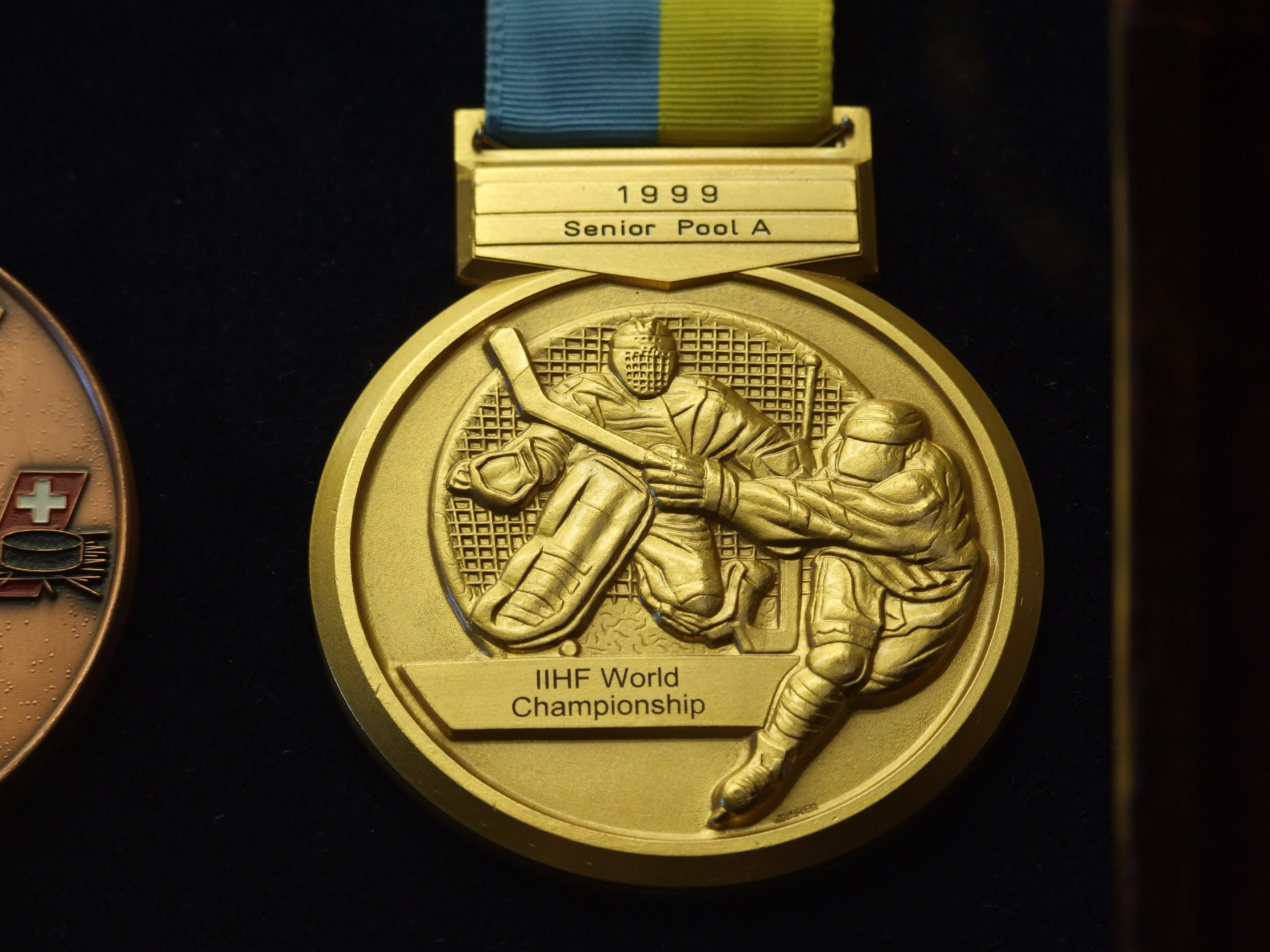
Золота медаль збірної Чехії

| М  | Збірна     |
| -- | ---------- |
| 1  | Чехія      |
| 2  | Фінляндія  |
| 3  | Швеція     |
| 4  | Канада     |
| 5  | Росія      |
| 6  | США        |
| 7  | Словаччина |
| 8  | Швейцарія  |
| 9  | Білорусь   |
| 10 | Австрія    |
| 11 | Латвія     |
| 12 | Норвегія   |
| 13 | Італія     |
| 14 | Україна    |
| 15 | Франція    |
| 16 | Японія     |

## Статистика

### Найкращі бомбардири
| Гравець             | М  | Г | П  | О  |
| ------------------- | -- | - | -- | -- |
| Саку Койву          | 10 | 4 | 12 | 16 |
| Теему Селянне       | 11 | 3 | 8  | 11 |
| Маркус Неслунд      | 10 | 6 | 4  | 10 |
| Жигмунд Палффі      | 6  | 5 | 5  | 10 |
| Ян Главач           | 12 | 5 | 5  | 10 |
| Мартін Ручинський   | 12 | 4 | 6  | 10 |
| Олексій Яшин        | 6  | 8 | 1  | 9  |
| Даніель Альфредссон | 10 | 4 | 5  | 9  |
| Віктор Уйчик        | 12 | 6 | 2  | 8  |
| Єре Каралахті       | 12 | 5 | 3  | 8  |

### Найкращі воротарі
Список п'яти найращих воротарів, сортованих за відсотком відбитих кидків. У список включені лише ті гравці, які провели щонайменш 40 % хвилин.
| Гравець       | ХВ  | І  | КН   | BL | %ARR   |
| ------------- | --- | -- | ---- | -- | ------ |
| Перріс Даффус | 258 | 7  | 1,63 | 1  | 93,9 % |
| Андрій Мезін  | 360 | 10 | 1,67 | 1  | 93,1 % |
| Томмі Сало    | 424 | 13 | 1,84 | 0  | 92,1 % |
| Арі Суландер  | 464 | 15 | 1,94 | 0  | 92,1 % |
| Рон Тагнатт   | 328 | 11 | 2,01 | 0  | 91,5 % |

## Найкращі гравці чемпіонату світу
Найкращими гравцями були обрані (Директорат турніру):
Воротар  Томмі Сало
Захисник  Франтішек Кучера
Нападник  Саку Койву
Найкращі гравці за версією журналістів:
Воротар  Томмі Сало
Захисники  Єре Каралахті —  Павел Кубіна
Нападники  Теему Селянне —  Саку Койву —  Мартін Ручинський
Найцінніший гравець Теему Селянне